# Karl Petri
Karl Robert Petri (n. 17 decembrie 1852, Sighișoara - d. 22 noiembrie 1932, ?) a fost un entomolog sas din Transilvania, cunoscut mai ales datorită eforturilor sale de a descrie gândacii din Transilvania.
S-a născut la Sighișoara în familia profesorului Michael Petri și a soției acestuia Sara (n. Galter). După absolvirea gimnaziului din Sighișoara (1872) a studiat timp de 5 semestre științele naturii și teologia la Jena, Germania, unde i-a avut pe profesori, printre alții, pe botanistul Eduard Straßburger și pe zoologul Ernst Haeckel. După transferul la Universitatea din Leipzig a obținut titlul de Doctor philosophie în 1877.
După terminarea studiilor s-a reîntors la Sighișoara unde a fost profesor la diferite școli din localitate, iar din 1894 până la pensionarea din 1916 a fost director al Școlii medii (în lb. germană, Bürgerschule).
În anul 1885 s-a căsătorit cu Mathilde v. Sachsenheim, care provenea dintr-o familie înstărită.
A întreținut legături amicale cu alți oameni de știință atât din Transilvania: Friedrich Deubel (Brașov), Moritz v. Kimakowicz, Arnold Müller, Eugen Worell (Sibiu) cât și din străinătate: Ludwig Ganglbauer (Viena), Georg Karl Maria Seidlitz (Tartu), Wilhelm Gustav Stierlin (Elveția), Embrik Strand (Norvegia), M. Marshall (Anglia), J.M. de la Fuente (Spania) și O. Retovski (Rusia). A fost membru corespondent al Societății Entomologice din Ungaria.
Lucrarea sa de căpătâi este Siebenbürgens Käferfauna auf Grund ihrer Erforschung bis zum Jahr 1911 („Fauna gândacilor din Transilvania pe baza cercetărilor efectuate până în anul 1911”) (Sibiu, 1912). Aici a descris 4763 de specii de gândaci cu locul unde au fost găsiți. Nici până în ziua noastră nu a mai fost efectuată o altă clasificare asemănătoare.. 
Colecția particulară de gândaci a donat-o „Societății transilvănene de științe ale naturii” din Sibiu în 1932. Colecția cuprinde nu mai puțin de 46.300 de exemplare.